# 桑加斯特
桑加斯特是爱沙尼亚南部瓦尔加县奥泰佩市镇内的小镇。2020年人口215人。

## 桑加斯特城堡
桑加斯特城堡（德語：Schloss Sagnitz）其历史至少可追溯到1522年，是当时的塔尔图主教的财产的一部分。目前的建筑建于1879-1883年，设计师奥托·皮尤斯·西浦尤斯（Otto Pius Hippius）。其风格为哥德复兴式建筑，并受都铎复兴建筑影响，被认为是波罗的海国家最令人印象深刻的哥特式复兴建筑之一。一些原来的内饰保留至今。在当时那个年代，该建筑不同寻常的时髦，装备了中央空调，1896年装备了电话，1907年装备了电灯。